# Schäferberg (Neuhausen/Spree)
Schäferberg (niedersorbisch Šapaŕska Góra) ist ein zum Ortsteil Klein Döbbern gehörender bewohnter Gemeindeteil der Gemeinde Neuhausen/Spree im Landkreis Spree-Neiße in Brandenburg. Bis zum 18. September 2004 war der Ort ein Ortsteil der bis dahin eigenständigen Gemeinde Klein Döbbern.

## Lage
Schäferberg liegt in der Niederlausitz, rund zehn Kilometer nördlich von Spremberg und zwölf Kilometer südlich von Cottbus. Umliegende Ortschaften sind Groß Oßnig im Norden, Roschitz im Nordosten, Birkhahn im Süden, Kirschberg im Südwesten und Klein Döbbern im Nordwesten. Östlich von Schäferberg liegt die Talsperre Spremberg.
Schäferberg liegt an einem Abzweig von der Bundesstraße 97. Zum Ort gehört eine große Wochenendhaussiedlung, südöstlich liegt ein Badestrand an der Talsperre Spremberg.

## Geschichte
Im Schmettauschen Kartenwerk von 1767/87 ist die Siedlung Schäferberg bereits als Vorwerk von Klein Döbbern mit dem Namen Schäferey verzeichnet. Der heutige Name geht auf den südwestlich der Siedlung gelegenen gleichnamigen Berg zurück. Bis 1806 gehörte Schäferberg zum Königreich Preußen. Danach wurde die Herrschaft Cottbus, zu der Schäferberg als Teil der Landgemeinde Klein Döbbern gehörte, an das Königreich Sachsen abgetreten. Im Zuge der auf dem Wiener Kongress beschlossenen Teilung des Königreiches Sachsen kam Schäferberg im Jahr 1815 wieder zu Preußen. Bei der Gebietsreform im folgenden Jahr wurde Schäferberg dem Kreis Cottbus in der Provinz Brandenburg zugeordnet.
Noch in den 1880er-Jahren waren fast alle Einwohner von Schäferberg sorbischsprachig. Nach dem Ende des Zweiten Weltkrieges kam Schäferberg in die Sowjetische Besatzungszone, aus der im Oktober 1949 die DDR gegründet wurde. Bei der Kreisreform am 25. Juli 1952 wurde die Gemeinde Klein Döbbern dem Kreis Cottbus-Land im Bezirk Cottbus zugeordnet. Nach der Wiedervereinigung gehörte Schäferberg zunächst zum Landkreis Cottbus in Brandenburg, der im Dezember 1993 im neuen Landkreis Spree-Neiße aufging. Die Gemeinde Klein Döbbern wurde am 19. September 2004 in die neu gebildete Großgemeinde Neuhausen/Spree eingegliedert.